# Cendrine Wolf
 Cendrine Wolf (* 1969 in Colmar) ist eine französische Bibliothekarin und Jugendbuchautorin.

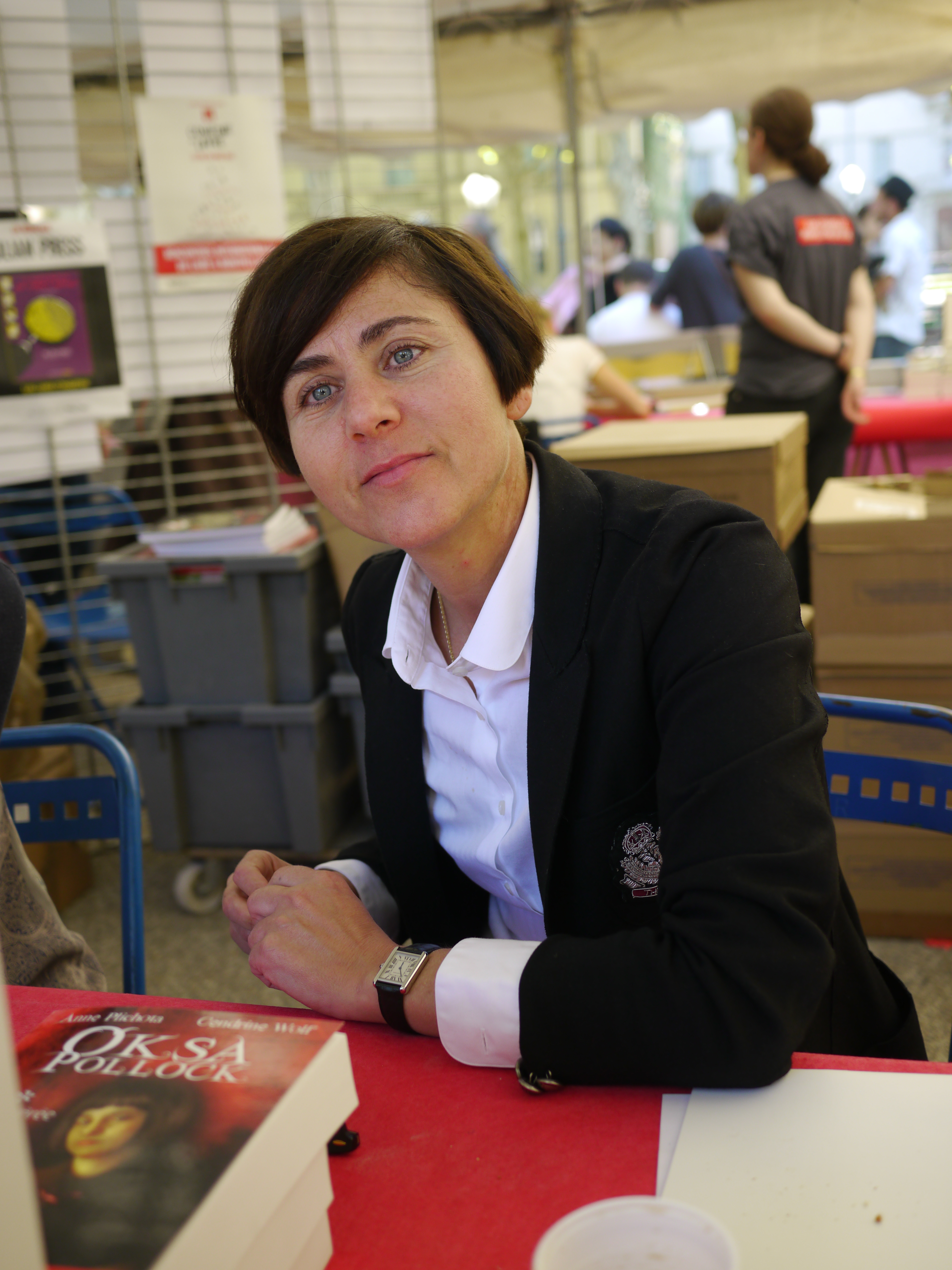
Cendrine Wolf (2011)

## Leben
Cendrine Wolf ließ sich zur Sportlehrerin ausbilden und arbeitete im sozialen Bereich. Später arbeitete sie als Bibliothekarin in der Straßburger Stadtbibliothek. 2005 hatte sie die Idee für ein Jugendbuch über eine 13-Jährige, die mit ihren Eltern nach London zieht und entdeckt, dass sie zaubern kann. Zusammen mit ihrer Kollegin Anne Plichota verfasste sie innerhalb von sechs Monaten das erste Buch über Oksa Pollock und deren Erlebnisse. Zunächst veröffentlichten die beiden Autorinnen den Roman im Selbstverlag, nachdem der französische Verlag Gallimard 2007 die Veröffentlichung abgelehnt hatte. Die Handelskette Fnac nahm die Bücher in ihr Sortiment auf. Später wurden die Romane von
dem Pariser Verlag XO Editions herausgebracht. Die Startauflage des ersten Romans hatte 50.000 Exemplare.  Er wurde inzwischen in 21 Sprachen veröffentlicht und erreichte eine Auflage von 100.000 Exemplaren. Mit ihren Romanen kamen die Autorinnen in die französischen Bestsellerlisten.
Der Roman Die Unverhoffte erschien 2011 als Hörbuch in einer deutschen Lesefassung, gelesen von Cathlen Gawlich, Regie Frank Gustavus, in der Übersetzung von Bettina Bach und Lisa-Maria Rust bei Oetinger audio.
Cendrine Wolf lebt in Straßburg und widmet sich inzwischen ausschließlich der Arbeit als Autorin, während Anne Plichota weiterhin auch als Bibliothekarin tätig ist.

## Werke
Mit Anne Plichota:
In französischer Sprache aus der Reihe Oksa Pollock:
- L'Inespérée. XO Editions, Paris 2010, ISBN 978-2845634602
- La Forêt des Egarés. XO Editions, Paris 2010, ISBN 978-2845634626
- Le Cœur des Deux Mondes. XO Editions, Paris 2011, ISBN 978-2845634633
- Les Liens Maudits.
- Le Règne des Félons.

In deutscher Übersetzung:
- Oksa Pollock. Die Unverhoffte Oetinger, Hamburg 2011, ISBN 978-3-7891-4502-5
- Oksa Pollock. Die Entschwundenen
- Oksa Pollock. Der Treubrüchige
- Oksa Pollock. Die Unbeugsamen
- Oksa Pollock. Die Entzweiten
- Oksa Pollock  Der Gnadenlose

Tonträger
- Oksa Pollock. Oetinger audio, Hamburg 2011, ISBN 978-3-8373-0558-6